# Gare de Romny
La gare de Romny (ukrainien : станція Ромни) est une gare ferroviaire à Romny en Ukraine.

## Situation ferroviaire
Elle faisait partie de la ligne de chemin de fer Libau-Romny, est actuellement exploitée par le réseau chemin de fer du sud.

## Histoire
Elle sur l'axe Lochvitzia-Bakhman. Le le 4 juin 1874 arrivait le premier train de passagers et le 15 juillet 1874 arrivait le premier train en gare en provenance de Koursk. L'axe Krementchouk-Romny était commencé en 1885 et achevé en 1888.

## Service des voyageurs

### Intermodalité
Elle possède un dépôt de locomotives.